# امید نیاز
امید نیاز طالخونچه (زادهٔ ۱۲ اردیبهشت ۱۳۵۸) نویسنده، مجری، بازیگر و کارگردان ایرانی است. او در اصفهان به دنیا آمده و فعالیت خود را از ۱۷ سالگی شروع کرد است. او فارغ‌التحصیل رشته ادبیات نمایشی از دانشگاه تهران بوده و در مقطع کارشناسی ارشد رشته فلسفه هنر ادامه تحصیل داده‌ است.

## زندگی‌نامه کاری

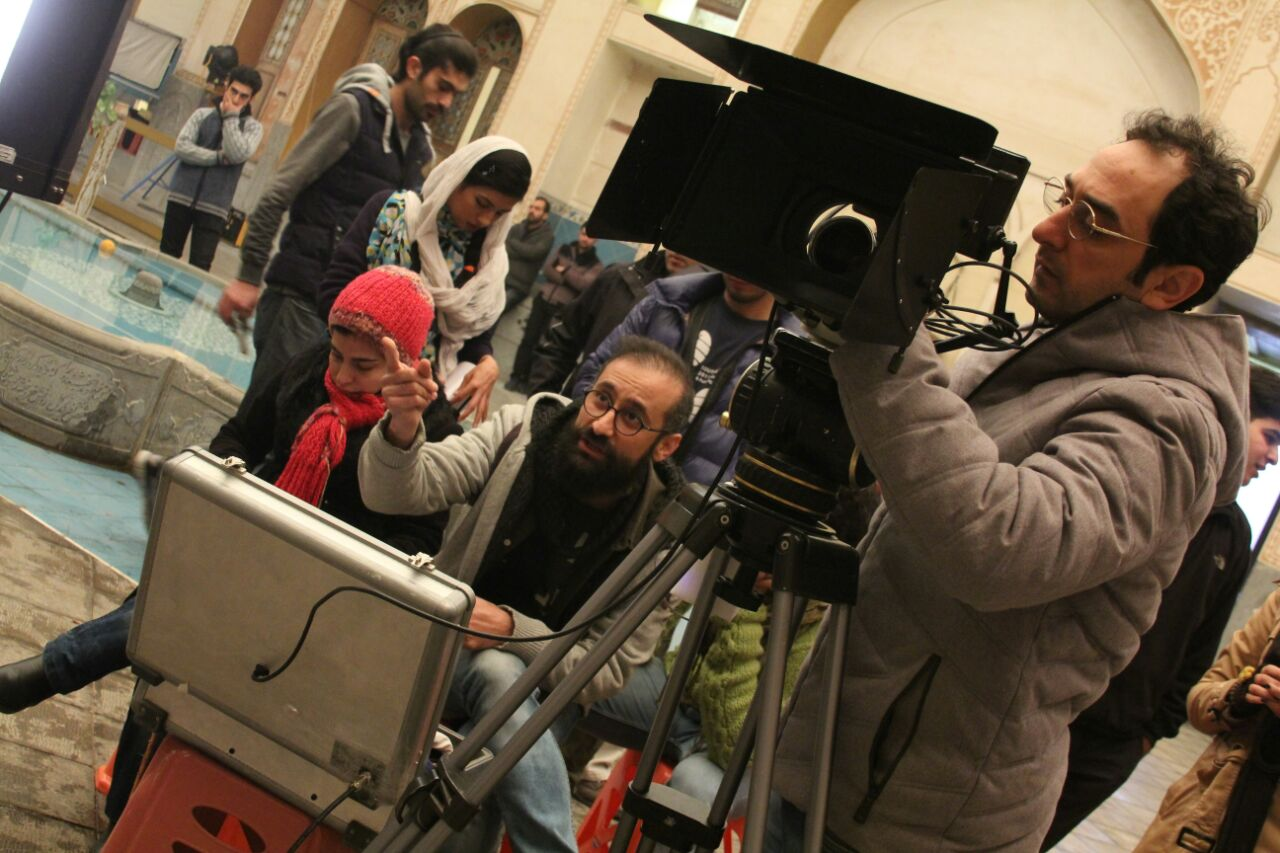
امید نیاز در پشت صحنه یک فیلم

او اکنون با تئاترهایی همچون «دختر پادشاه»، «هی تو»، «مردگان مشغول کارند»، «این قصه‌ام» و «بچه‌های خاکستری» از شناخته‌ترین فعالان تئاتر کودک و نوجوان در ایران است. با ساخت فیلم‌هایی همچون «ب۱۲» و «این فیلم قشنگ نیست» نیز دستاورد زیادی کسب کرد. نمایش ۱+۱ که با همکاری وی و بازیگر ایتالیایی ساخته شد، در کشورهای متعددی اجرا شده و با تحسین بسیاری در سراسر دنیا روبرو شد و کماکان در حال اجراست. او همچنین با تئاتر "بچه‌های خاکستری" در سال ۲۰۰۸ برنده جایزه بزرگ بین‌المللی تئاتر کودک و نوجوان شد و همچنین در جشنواره برلین سال ۲۰۰۹ تحسین شد. از افتخارات دیگر این کارگردان می‌توان به جایزه بهترین فیلم از جشنواره گورو کره جنوبی، جشنواره بین‌المللی فیلم‌های سن دیگو و جشنواره فیلم یونیورسال کالچرال کالیفرنیا برای فیلم "ب۱۲" اشاره کرد.
وی که از سال ۱۳۸۸ مدیر مسئول آموزشگاه درجه A اردیبهشت است، با استفاده از روش متد اکتینگ و تکنیک‌های خاص جان بخشی به کلاس‌های آموزشی خود، هنرجویان بازیگری زیادی پرورش داده‌ است.
وی همچنین کلاس هایی در مدرسه هنر‌های زیبای اصفهان برگزار کرده‌ است.

## گزیده کارنامه هنری

### تئاتر
| نام                                 | سمت                                    | کارگردان         | سال     | نمایش                                 |
| ----------------------------------- | -------------------------------------- | ---------------- | ------- | ------------------------------------- |
| گنجشگک اشی مشی                      | طراحی صحنه، نویسنده، کارگردان،         | امید نیاز        | ۱۳۷۷    | تهران                                 |
| بز زنگوله پا                        | بازیگری                                | داوود زارع       | ۱۳۷۸    | تهران-فرهنگسراها                      |
| بچه‌های ریل                          | بازیگری                                | محمد مهیار کلهر  | ۱۳۷۹    | جشنواره بین اللمللی تاتر کودکان کرمان |
| یک جفت کفش برای علی                 | طراحی صحنه، نویسنده، کارگردان، بازیگری | امید نیاز        | ۱۳۷۹    | تهران                                 |
| پسر شجاع                            | طراحی صحنه، نویسنده، کارگردان          | امید نیاز        | ۱۳۸۱    | تهران                                 |
| نیلوفر و عروسکهایش                  | طراحی صحنه، نویسنده، کارگردان          | امید نیاز        | ۱۳۸۲    | اصفهان                                |
| قصه‌های ناتمام                       | طراحی صحنه، نویسنده، کارگردان          | امید نیاز        | ۱۳۸۴    | اصفهان                                |
| نارنج و ترنج                        | طراحی صحنه، نویسنده، کارگردان          | امید نیاز        | ۱۳۸۵    | اصفهان                                |
| شکلات                               | طراحی صحنه، نویسنده، کاگردان           | امید نیاز        | ۱۳۸۶    | اصفهان                                |
| بچه‌های خاکستری                      | طراحی صحنه، نویسنده، کاگردان           | امید نیاز        | ۱۳۸۷    | اصفهان، آلمان                         |
| سیندرلا در بن‌بست                    | طراحی صحنه، نویسنده، کارگردان          | امید نیاز        | ۱۳۸۸    | اصفهان، آلمان                         |
| آن مرد امد                          | طراحی صحنه، نویسنده، کارگردان          | امید نیاز        | ۱۳۸۸    | اصفهان                                |
| دزدان دریایی                        | طراحی صحنه، نویسنده، کاگردان           | امید نیاز        | ۱۳۸۹    | اصفهان                                |
| هی تو                               | طراحی صحنه، نویسنده، کاگردان           | امید نیاز        | ۱۳۹۰–۹۲ | اصفهان، تهران                         |
| امشب دختر پادشاه می‌خندد             | طراحی صحنه، نویسنده، کاگردان           | امید نیاز        | ۱۳۹۰    | اصفهان                                |
| وقتی مامان خونه نیست                | طراحی صحنه، نویسنده، کارگردان          | امید نیاز        | ۱۳۹۰    | اصفهان                                |
| بررسی حادثه کوچه ۲۴ خیابان ابن سینا | طراحی صحنه، نویسنده، کاگردان           | امید نیاز        | ۱۳۹۱    | اصفهان، آلمان، اتریش، سوئیس، هلند     |
| ۱+۱(مشترک ایران و ایتالیا)          | طراحی صحنه، نویسنده، کاگردان، بازیگری  | امید نیاز        | ۱۳۹۱    | ایران، ایتالیا، آلمان، کره جنوبی      |
| من من من                            | تهیه‌کننده                              | مهدی فرشیدی سپهر | ۱۳۹۱    | اصفهان                                |
| مردگان مشغول کارند                  | طراحی صحنه، نویسنده، کاگردان           | امید نیاز        | ۱۳۹۲    | اصفهان                                |
| کوکتل                               | طراحی صحنه، نویسنده، کاگردان، بازیگری  | امید نیاز        | ۱۳۹۳    | اصفهان                                |
| اینه قصه‌ام                          | طراحی صحنه، نویسنده، کارگردان          | امید نیاز        | ۱۳۹۴    | اصفهان                                |
| پینوکیو و شهر قصه                   | طراحی صحنه، نویسنده، کارگردان          | امید نیاز        | ۱۳۹۴    | اصفهان                                |
| گربه‌های آوازخوان                    | طراحی صحنه، نویسنده، کارگردان          | امید نیاز        | ۱۳۹۴    | اصفهان                                |
| تمام شد                             | طراحی صحنه، نویسنده کارگردان، بازیگری  | امید نیاز        | ۱۳۹۴    | اصفهان                                |
| کوران                               | طراحی صحنه، نویسنده کارگردان، بازیگری  | امید نیاز        | ۱۳۹۷    | اصفهان                                |
| اول شخص مفرد                        | بازیگر                                 | امید نیاز        | ۱۴۰۰    | اصفهان                                |
| سیاه سفید خاکستری                   | کارگردان                               | امید نیاز        | ۱۴۰۰۲   | اصفهان                                |
| سندرم بولونیا                       | کارگردان                               | امید نیاز        | ۱۴۰۰۲   | اصفهان                                |

### سینما

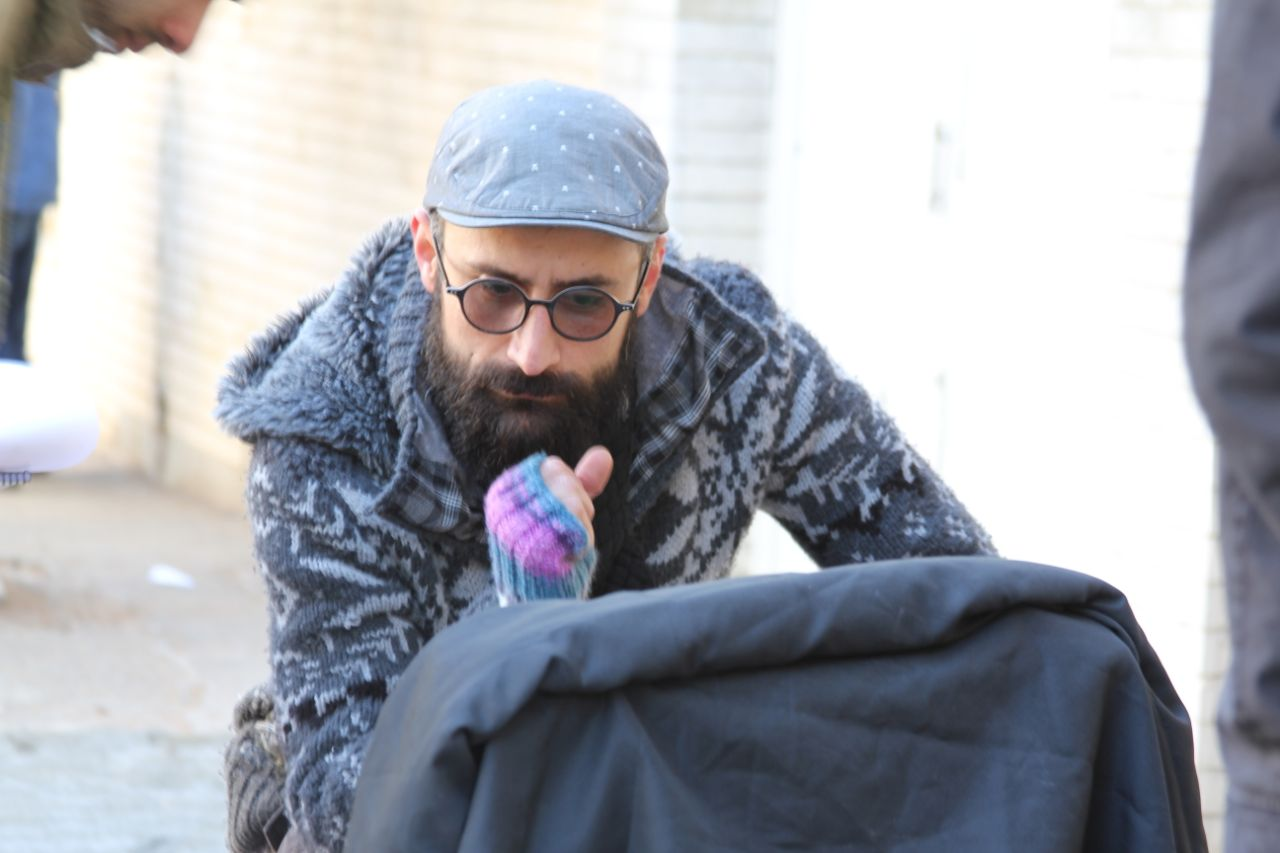
امید نیاز در پشت صحنه یک فیلم

| نام                                | سمت                     | کارگردان       | سال     |
| ---------------------------------- | ----------------------- | -------------- | ------- |
| فیلم سینمایی (دفتری از آسمان)      | بازیگر                  | پرویز شیخ طادی | ۱۳۷۷    |
| برنامه کودک ونوجوان شبکه اصفهان    | مجری، نویسنده، کارگردان | امید نیاز      | ۱۳۸۳–۹۱ |
| مجموعه سیر تا پیاز (شبکه دو سیما)  | کارگردان                | امید نیاز      | ۱۳۸۹    |
| تله فیلم (خواب آرام)               | بازیگر، دستیار کارگردان | کاظم معصومی    | ۱۳۹۰    |
| تله فیلم (کفش‌های پاره)             | بازیگر                  | وحید پاکزاد    | ۱۳۹۰    |
| تله فیلم (گلایول)                  | بازیگر                  | محمدرضا ممتاز  | ۱۳۹۱    |
| تله فیلم (ماه مینا)                | نویسنده، کارگردان       | امید نیاز      | ۱۳۹۲    |
| فیلم سینمایی (پرسه در شهر لاجوردی) | بازیگر                  | محمد علی نجفی  | ۱۳۹۳    |
| فیلم سینمایی (ب-۱۲)                | نویسنده، کارگردان       | امید نیاز      | ۱۳۹۳    |
| فیلم سینمایی (همسر دات کام)        | بازیگر، کارگردان        | امید نیاز      | ۱۳۹۴    |
| فیلم کوتاه (این فیلم قشنگ نیست)    | نویسنده، کارگردان       | امید نیاز      | ۱۳۹۵    |
| فیلم سینمایی (عزیز میلیون دلاری)   | نویسنده، کارگردان       | امید نیاز      | ۱۳۹۵    |

## جوایز و افتخارات

### جوایز و افتخارات داخل کشور
جوایز و افتخارات داخلی امید نیاز به شرح زیر می‌باشد:
- دریافت جایزه دوم عروسک گردانی برای نمایش «اینجا چه خبره»، تهران جشنواره تئاتر سبز در سال ۱۳۸۰.
- بهترین بازیگر مکمل مرد برای نمایش " پسر شجاع "، تهران جشنواره تئاتر سبز در سال ۱۳۸۱.
- دریافت جایزه شاعر برگزیده، برای نمایش " یک جفت کفش برای علی " تهران جشنواره تئاتر سبز در سال ۱۳۸۱.
- کسب مقام اول نویسندگی و کارگردانی در نخستین جشنواره تئاتر عروسکی دفاع مقدس برای نمایش «نیلوفر و عروسک‌هایش» در سال ۱۳۸۳.
- کسب مقام سوم نویسندگی، کارگردانی و طراحی صحنه در چهاردهمین جشنواره سراسری تئاتر کودک و نوجوان، با نمایش «نارنج و ترنج» در سال ۱۳۸۶.
- دریافت جایزه سوم نویسندگی برای نمایش " آن مرد آمد " در دومین جشنواره تئاتر امام رضا هرمزگان در سال ۱۳۸۷.
- برترین نویسنده و کارگردان شانزدهمین جشنواره سراسری تئاتر کودک و نوجوان با نمایش «سیندرلا در بن‌بست» در سال ۱۳۸۸ و دریافت لوح تقدیر و تندیس جشنواره.
- نویسندگی و کارگردانی نمایش " آن مرد آمد" در سال ۱۳۸۸ (دعوت شده به جشنواره تولیدات آموزشگاه‌های سراسر کشور در گیلان).
- نویسندگی و کارگردانی بزرگترین تئاتر کودک ونوجوان «امشب دختر پادشاه می‌خندد» با بیش از ۶۸ بازیگر در سال ۱۳۹۰.
- کسب لوح تقدیر هنرمند فعال در سال‌های ۱۳۸۹، ۱۳۹۰ و ۱۳۹۱ از اداره کل فرهنگ و ارشاد اسلامی اصفهان.
- کسب مقام اول طراحی صحنه در بیست و پنجمین جشنواره سراسری تئاتر استان اصفهان برای نمایش «مردگان مشغول کارند» در سال ۱۳۹۲.
- کسب مقام دوم کارگردانی در بیست و پنجمین جشنواره سراسری تئاتر استان اصفهان برای نمایش «مردگان مشغول کارند» – ۱۳۹۲.
- کسب مقام سوم بازیگری مرد در بیست و هفتمین جشنواره تئاتر استان اصفهان برای نمایش " کوکتل ".
- برترین و فعال‌ترین هنرمند تئاتر استان اصفهان در بخش بین‌الملل از سال ۱۳۸۶ تا۱۳۹۶ برای ۸ سال متوالی.
- کسب عنوان برترین نمایشنامه‌نویس آثار منتشر شده در سال ۱۳۹۱ در جشن خادمین مکتوب در اصفهان در سال ۱۳۹۱.

### افتخارات بین‌المللی
جوایز و افتخارات بین‌المللی وی به شرح زیر می‌باشد:
- کسب جایزه بزرگ جشنواره در بخش بین‌الملل، پانزدهمین جشنواره بین‌المللی تئاتر کودک و نوجوان با نمایش «بچه‌های خاکستری» در سال۱۳۸۷.
- کسب دیپلم افتخار و گواهینامه به دلیل حضور موفق در جشنواره تئاتر کودک و نوجوان برلین آلمان با نمایش «بچه‌های خاکستری» در سال ۱۳۸۸.
- شرکت در جشنواره دیوان شرق (ویمار – آلمان) با نمایش «قالیچه ایرانی» در مهرماه ۱۳۸۸ و دریافت لوح تقدیر.
- نویسندگی و کارگردانی نمایش «دزدان دریایی» در سال ۱۳۸۹ (دعوت شده به جشنواره تئاتر کودک و نوجوان ترکیه) و دریافت گواهینامه بین‌المللی و لوح تقدیر.
- حضور در اولین، دومین و سومین بازار جهانی تئاتر در بهمن ماه ۱۳۸۸، ۱۳۸۹ و ۱۳۹۰.
- نویسندگی و کارگردانی نمایش "هی تو" در سال ۱۳۹۰ (راه یافته به بخش بین‌الملل هجدهمین جشنواره بین‌المللی تئاتر کودک و نوجوان، همدان).
- نویسندگی و کارگردانی و بازیگری در تئاتر «کریسمس مبارک» (اولین تئاتر انگلیسی زبان در تئاتر کودک و نوجوان ایران) و دعوت شده به فستیوال تئاتر کودک و نوجوان ترکیه و کرواسی و دریافت گواهینامه بین‌المللی و لوح تقدیر.
- دعوت شده به عنوان تنها نماینده ایران در سمینار"ASSITEJ" در کلن آلمان در سال ۱۳۹۰ و دریافت گواهینامه بین‌المللی و لوح تقدیر.
- حضور در جشنواره تئاتر کودک و نوجوان فرانکفورت آلمان به عنوان ناظرین بین‌المللی در سال ۱۳۹۰.
- دعوت شده به هفدهمین کنگره جهانی "ASSITEJ" در سوئد و دانمارک.
- نویسندگی و کارگردانی تئاتر «بررسی حادثه کوچه ۲۴ با تمام جزئیات» در سال ۱۳۹۱ (اجرا شده به دعوت یونسکو جهت اجرا در کشورهای آلمان، اتریش، هلند و سوئیس) از شهریور تا آبان ماه سال ۱۳۹۱.
- حضور برای ارائه مقاله در دومین سمینار "ASSITEJ" در دانشگاه بوینس آیرس آرژانتین در تیرماه ۱۳۹۱.
- دریافت لوح تقدیر از یونیسف به دلیل اجرای موفق در کشورهای اتریش، آلمان و… برای نمایش "بررسی حادثه کوچه ۲۴".
- شرکت در جشنواره سی و یکم تئاتر فجر در بخش مسابقه بین‌الملل به عنوان نویسنده، بازیگر و کارگردان با تئاتر "۱+۱" کار مشترک ایران و ایتالیا در سال ۱۳۹۱.
- کسب تندیس برترین فیلم‌نامه و کارگردانی در جشنواره بین‌المللی فیلم سئول کره جنوبی ۲۰۱۵ با فیلم "ب۱۲".
- دعوت شده به فستیوال بین‌المللی فیلم ایرلند ۲۰۱۶ با فیلم "ب۱۲".
- برنده لوح زرین بهترین دستاورد فرهنگی هنری فستیوال بین‌المللی فیلم یونیورسال کالیفرنیا ۲۰۱۶ با فیلم "ب۱۲".
- کسب بهترین جایزه فستیوال جهانی سن دیه گو آمریکا، برای فیلم "ب۱۲".
- برندهٔ جایزهٔ بهترین فیلم کوتاه در جشنوارهٔ Best Short Film" Competition" واشینگتن آمریکا، برای فیلم "این فیلم قشنگ نیست" در سال ۲۰۱۷.
- برگزیده فستیوال بین‌المللی "FITC" رومانی۲۰۱۷، برای نمایش "۱+۱".
- کسب دیپلم افتخار به عنوان بهترین اثر و نمایشنامه در بخش بین‌الملل بیست و چهارمین جشنواره تئاتر کودک و نوجوان همدان برای نمایش "بچه‌های خاکستری" در سال ۱۳۹۶.
- برندهٔ جایزهٔ ویژهٔ تماشاگران فستیوال بین‌المللی تئاتر لهستان (لومزا. ۲۰۱۸) برای تئاتر "۱+۱".

## آثار چاپ شده
- چاپ مقاله با عنوان «طنز در تئاتر کودک و نوجوان» در دانشگاه نیویورک و بوینس آیرس آرژانتین در تیرماه ۱۳۹۱.
- نمایشنامه «هی تو» به دو زبان فارسی و انگلیسی توسط نشر آمیس در سال ۱۳۹۱.
- نمایشنامه «دزدان دریایی» به دو زبان فارسی و انگلیسی توسط نشر آمیس در سال۱۳۹۱.
- نمایشنامه «حادثه کوچه ۲۴» به دو زبان فارسی و انگلیسی توسط نشر آمیس در سال۱۳۹۱.
- نمایشنامه «نارنج و ترنج» توسط انتشارات نمایش تهران در سال ۱۳۹۱.
- نمایشنامه «سیندرلا در بن‌بست» توسط انتشارات نمایش تهران در سال ۱۳۹۱.
- نمایشنامه «بچه‌های خاکستری» توسط انتشارات نمایش تهران در سال ۱۳۹۱.

(سه نمایشنامه بالا که توسط انتشارات نمایش به چاپ رسیده تحت عنوان نمایشنامه‌های برگزیده کودک و نوجوان می‌باشد).

## سمت‌ها
- رئیس هیئت مؤسس انجمن تئاتر کودک و نوجوان اصفهان ۱۳۹۱.
- رئیس مرکز انجمن نمایشگران عروسکی «مبارک یونیما» شعبه اصفهان.
- سرپرست گروه تئاتر نان و عروسک شرق.
- مدیریت آموزشگاه هنرهای نمایشی اردیبهشت.
- مسئول بخش روابط بین‌الملل دانشگاه فرهنگ و هنر اصفهان.
- عضو هیئت مدیرهٔ انجمن نمایش استان اصفهان

## سوابق آموزشی
- مدیر مسئول و مؤسس آموزشگاه هنرهای نمایشی اردیبهشت در اصفهان با درجه ۱ وزارت فرهنگ و ارشاد اسلامی.
- تدریس در دانشگاه فرهنگ و هنر اصفهان(۱۳۹۷)